# Cryophila lapponica
Cryophila lapponica är en tvåvingeart som först beskrevs av Friedrich Wilhelm Martini 1928.  Cryophila lapponica ingår i släktet Cryophila och familjen tofsmyggor. Arten är reproducerande i Sverige. Inga underarter finns listade i Catalogue of Life.